# Ruta 101 (Metro de Filadelfia)
La Ruta 101 (también llamada  Media–Sharon Hill Line es una línea de tren ligero que forma parte de la línea Verde del Metro de Filadelfia ubicado en Filadelfia, Pensilvania, Estados Unidos. La línea es operada por la Autoridad de Transporte del Sureste de Pensilvania (SEPTA).

## Estaciones
| Ciudad      | Estación / Localidad                                            | Servicios       | Apertura | Transferencias y notas |
| ----------- | --------------------------------------------------------------- | --------------- | -------- | --- |
| Media       | Calle Orange en la Calle State                                  | Ruta 101        |          | Ruta 101 terminus. SEPTA Bus Ruta 110. |
| Media       | Veterans Square en la Calle State                               | Ruta 101        |          | |
| Media       | Calle Olive en la Calle State                                   | Ruta 101        |          | |
| Media       | Calle Jackson en la Calle State                                 | Ruta 101        |          | SEPTA Ruta 118 bus connections |
| Media       | Calle Monroe en la Calle State                                  | Ruta 101        |          | Pasa por el Media Theatre |
| Media       | Calle Edgemont en la Calle State                                | Ruta 101        |          | |
| Media       | Avenida Manchester en la Calle State                            | Ruta 101        |          | |
| Media       | Providence Road en la Calle State                               | Ruta 101        |          | Estacionamiento gratuito disponible. Las vías dejan el nivel de calle Anteriormente Bowling Green                                             |
| Media       | Beatty Road en Surrey Road                                      | Ruta 101        |          | |
| Springfield | Pine Ridge Cerca de Pine Ridge Drive & Beechwood Road           | Ruta 101        |          | Estacionamiento gratuito disponible |
| Springfield | Paper Mill Road                                                 | Ruta 101        |          | in Smedley Park |
| Springfield | Springfield Mall                                                | Ruta 101        |          | Estacionamiento gratuito disponible. Formerly Sproul Road Se conecta con las rutas del SEPTA 107, 109, y 110.                                 |
| Springfield | Avenida Thomson cerca de Sidman Drive                           | Ruta 101        |          | |
| Springfield | Avenida Woodland y Rolling Road                                 | Ruta 101        |          | |
| Springfield | Avenida Leamy y Rolling Road                                    | Ruta 101        |          | |
| Springfield | Avenida Saxer y Rolling Road                                    | Ruta 101        |          | |
| Springfield | Springfield Road                                                | Ruta 101        |          | Estacionamiento gratuito disponible, localizado al oeste de la estación Springfield Road de la Ruta 102                                       |
| Springfield | Scenic Road                                                     | Ruta 101        |          | Estacionamiento gratuito disponible |
| Drexel Hill | Drexeline Avenida Woodland detrás del Drexeline Shopping Center | Ruta 101        |          | Estacionamiento gratuito disponible |
| Drexel Hill | Drexelbrook Wildell Road al sur de la Avenida Woodland          | Ruta 101        |          | |
| Drexel Hill | Avenida Anderson cerca de la Avenida Woodland                   | Ruta 101        |          | |
| Drexel Hill | Aronimink Burmont Road & Avenida Morgan                         | Ruta 101        |          | |
| Drexel Hill | School Lane al oeste de la Avenida Edmonds                      | Ruta 101        |          | |
| Drexel Hill | Avenida Huey & la Avenida Edmonds                               | Ruta 101        |          | |
| Drexel Hill | Drexel Hill Junction en la Avenida Shadeland                    | Rutas 101 y 102 |          | También llamada Avenida Shadeland. Las rutas 101 y 102 se dividen al sur y al oeste de aquí. Se puede hacer transferencia a la ruta 107       |
| Drexel Hill | Irvington Road cerca de Hillcrest Road                          | Rutas 101 y 102 |          | |
| Drexel Hill | Drexel Park en Fairfax Road                                     | Rutas 101 y 102 |          | También llamada Fairfax Road |
| Upper Darby | Avenida Lansdowne entre Garrett Road y Winding Way              | Rutas 101 y 102 |          | Ruta 115. Se puede transferir con la Ruta 107.                                                                                                |
| Upper Darby | Avenida Congress en Garrett Road                                | Rutas 101 y 102 |          | |
| Upper Darby | Beverly Boulevard entre Garrett Roa y la Avenida Bywood         | Rutas 101 y 102 |          | |
| Upper Darby | Hilltop Road entre Garrett Road y la Avenida Bywood             | Rutas 101 y 102 |          | |
| Upper Darby | Avon Road entre Garrett Road y Winding Way                      | Rutas 101 y 102 |          | Anteriormente Bywood |
| Upper Darby | Calle Walnut en Garrett Road                                    | Rutas 101 y 102 |          | |
| Upper Darby | Avenida Fairfield en Terminal Square                            | Rutas 101 y 102 |          | Las vías reentran al nivel de la calle |
| Upper Darby | 69th Street Transportation Center y Market Street               | Rutas 101 y 102 | 1907     | Se conecta con la línea Market-Frankford, línea Púrpura (Ruta 100) a Norristown, y las rutas de autobuses 21, 30, 65, 103–113, 116, 120 y 123 |